# Кусочно-заданная функция

График функции модуля вещественной переменной — пример кусочно-заданной (кусочно-линейной) функции

Кусо́чно-за́данная фу́нкция — функция одной переменной, определённая на множестве вещественных чисел, которая задана отдельной формулой (или другим способом задания функции) на каждом из интервалов, составляющих область её определения.
Кусочно-аффинная функция - это числовая функция от одной переменной такая, что всю её область определения можно "разделить" на промежутки так, что на внутренности каждого из промежутков функция аффинная. 

## Формальное определение и задание
Пусть заданы {\displaystyle x_{1}<x_{2}<\ldots <x_{n}} — точки смены задания функции.
Кусочно-заданные функции обычно задают на каждом из интервалов {\displaystyle (-\infty ;x_{1}),(x_{1};x_{2});\ldots (x_{n};+\infty )} отдельно. Формально записывают это в виде:
{\displaystyle f(x)={\begin{cases}f_{0}(x),\quad x<x_{1}\\f_{1}(x),\quad x_{1}<x<x_{2}\\\cdots \\f_{n}(x),\quad x_{n}<x\end{cases}}}.
На некоторых из интервалов либо в некоторых точках в общем случае кусочно-заданная функция может быть не определена. 

## Виды кусочно-заданных функций
- Если все функции — постоянные, то {\displaystyle f(x)} — кусочно-постоянная функция.
- Если все функции {\displaystyle f_{i}(x)} являются линейными функциями, то {\displaystyle f(x)} — кусочно-линейная функция.
- Если все функции {\displaystyle f_{i}(x)} являются непрерывными функциями, то {\displaystyle f(x)} — кусочно-непрерывная функция. При этом сама она может не являться непрерывной.
- Если все функции {\displaystyle f_{i}(x)} являются дифференцируемыми функциями, то {\displaystyle f(x)} — кусочно-гладкая функция. При этом точки смены функций могут быть, а могут и не быть точками излома.
- Если все функции {\displaystyle f_{i}(x)} являются монотонными функциями, то {\displaystyle f(x)} — кусочно-монотонная функция. При этом на соседних интервалах знак первой производной может быть разный, то есть нарастающие или падающие функции.

## Примеры часто используемых кусочно-заданных функций
- Абсолютная величина (модуль) {\displaystyle y=|x|}.
- Функция знака {\displaystyle y=\operatorname {sgn}(x)}.
- Функция Хевисайда {\displaystyle \theta (x)={\begin{cases}0,&x<0;\\1,&x\geqslant 0.\end{cases}}}
- Кусочно-линейная функция.
- Сплайн.
- B-сплайн.